# Thomas van Rhee
Thomas van Rhee est le 14e gouverneur du Ceylan néerlandais.